# زهرا توخی زابلی
زهرا توخی زابلی (زاده ۱۳۴۷ ولایت زابل) سیاستمدار افغانستان و نماینده مردم ولایت زابل در دوره شانزدهم مجلس نمایندگان است.

## زندگی‌نامه
زهرا توخی زابلی زاده ۱۳۴۷ از مرکز ولایت زابل می‌باشد. ایشان تحصیلات ابتدایی خود را در لیسه بی بی خاله در سال ۱۳۶۵ به اتمام رسانید و بدلیل وقوع جنگ به کشور قزاقستان پناهنده شد و توانست مدرک لیسانس دندان پزشکی را نیز در سال ۱۳۸۴ از دانشگاه قزاقستان بدست آورد و در همان سال به کشور بازگشت.

## دیگر فعالیت‌ها
دیگر فعالیت‌های ایشان:
- یک سال تدریس در زابل (۱۳۶۶).
- رئیس شورای زنان زابل (۱۳۶۷).
- عضو مجلس نمایندگان در دوره نجیب الله.